# Software de rastreo de tiempo
El software de rastreo de tiempo o control de asistencia, es una categoría de software de computación que permite grabar el tiempo empleado en tareas. Este software es usado empleados y empleadores en muchas industrias, incluyendo trabajadores o profesionales quienes cobran a sus clientes por hora, tales como abogados, Contadores públicos, etc. Estos, pueden ser usados junto con otras herramientas, tales como, software de gerencia de proyecto, soporte de clientes y contabilidad. Estos vienen siendo una versión electrónica de las tradicionales hojas de tiempo de papel. El rastreo de tiempo de los empleados, puede incrementar la productividad, ya que los negocios, pueden entender mejor como se pierde el tiempo de los empleados. Algunas de las características principales de estos software son:
- Generación automática de facturas para clientes, basado en el tiempo consumido.
- Facturación de gastos adicionales para cada cliente.
- Gestión de la fuerza de trabajo, lo cual incluye tiempo y control de acceso, programación de tiempo y turnos, recursos humanos, nómina. gestión de ausencias.

## Métodos para el rastreo de tiempo
Existen muchas maneras en las que las compañías rastrean el tiempo mediante estos software.
Por duración
Los empleados ingresan la duración de las tareas pero no los tiempos cuando se ejecutaron
Cronológica
Los empleados ingresan el tiempo cuando una tarea comienza o finaliza.
Automática
El sistema automáticamente calcula el tiempo gastado en tareas o proyectos completos, usando un dispositivo conectado o una computadora personal, el usuario lo hace presionando botones de comienzo y fin. Los administradores pueden luego ver las tareas registradas y ver la duración o los tiempo cuando se comenzaron o finalizaron.
Basada en excepciones
El sistema automáticamente guarda el tiempo estándar de horas de trabajo excepto por el tiempo no trabajado que haya sido aprobado.
Marcado de tarjeta
Los empleados graban un registro de la hora de llegada y de salida. Este es uno de los métodos más comunes.
Monitoreo
Este es más que todo usado en empleados que pasan la mayoría del tiempo en computadoras. El sistema registra el tiempo sin uso de la computadora y en algunas casos toma una captura de pantalla.
Basadas en ubicación
El sistema determina el estatus de trabajo de los empleados basándose en su ubicación.